# Формула-1 — Чемпіонат 2014

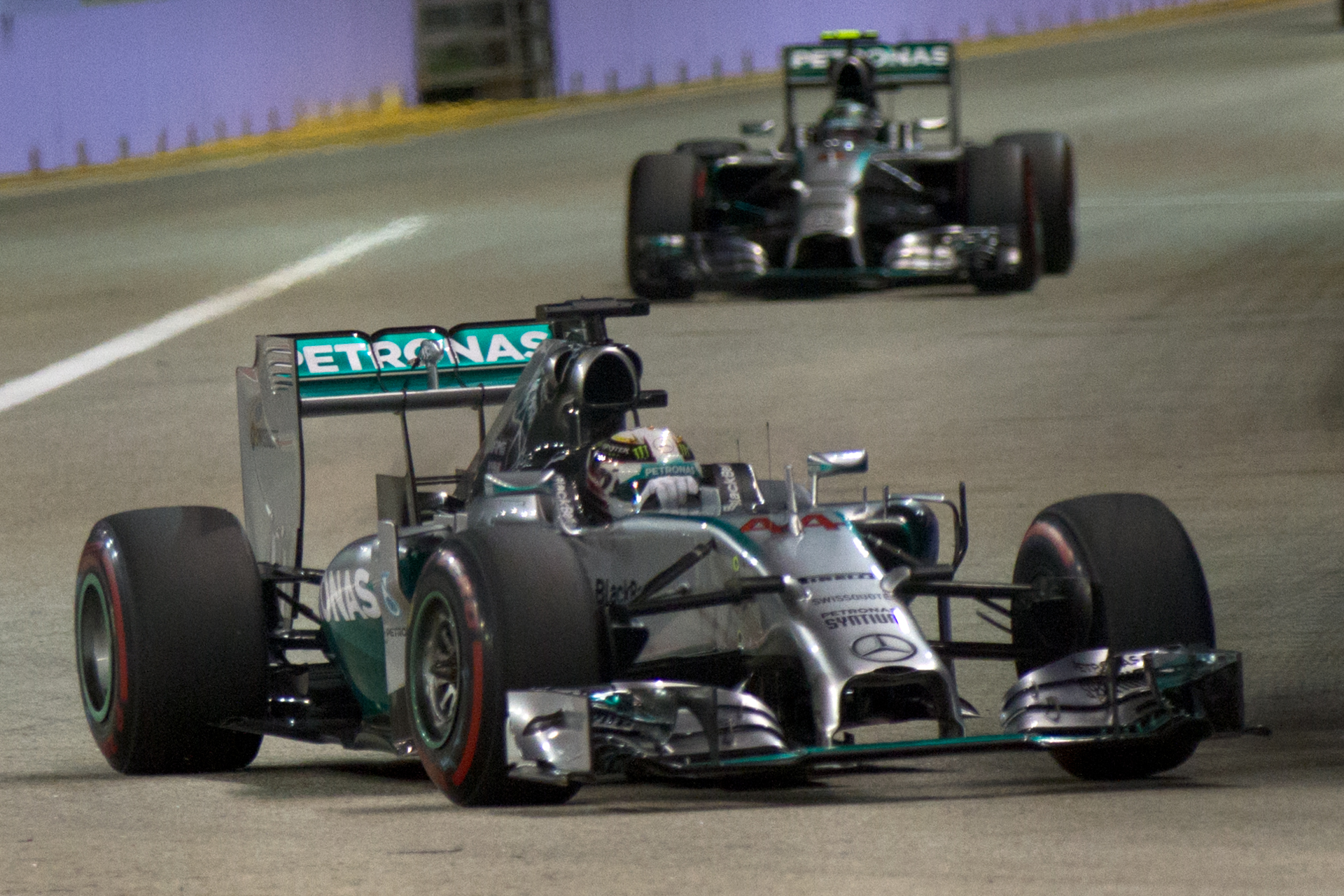
Mercedes виграв чемпіонат світу серед Конструкторів.

Формула-1 2014 року — 65-й сезон Чемпіонату світу з автоперегонів у класі Формула-1, який проводиться під егідою FIA. Сезон 2014 року складається з 19 етапів. Розпочнеться 16 березня в Австралії та закінчиться 23 листопада в Абу-Дабі. Це перший сезон Формули-1 з 1994 року, під час якого сталася аварія з летальним результатом. Жуль Б'янкі потрапив в аварію під час Гран-прі Японії, отримавши важкі травми. Він помер 17 липня 2015 року, провівши дев'ять місяців в комі.
З 2014 року у Формулі-1 замінився регламент, щодо використання двигунів. Замість атмосферних 2,4 см³ V8 двигунів будуть використовуватись 1,6 V6 з турбонаддувом.
Чемпіоном, набравши 384 очки, став Льюїс Гамільтон, здобувши свій другий титул. Кубок конструкторів здобула команда Mercedes.

## Команди та пілоти
Наступні команди та пілоти підписали контракти на участь у чемпіонаті 2014 року:
| Команда                       | Конструктор          | Шасі          | Двигун                 | Шини | №  | Пілот             |
| ----------------------------- | -------------------- | ------------- | ---------------------- | ---- | -- | ----------------- |
| Scuderia Ferrari              | Ferrari              | F14 T         | Ferrari 059/3          | P    | 7  | Кімі Ряйкконен    |
| Scuderia Ferrari              | Ferrari              | F14 T         | Ferrari 059/3          | P    | 14 | Фернандо Алонсо   |
| Sahara Force India F1 Team    | Force India-Mercedes | VJM07         | Mercedes PU106A Hybrid | P    | 11 | Серхіо Перес      |
| Sahara Force India F1 Team    | Force India-Mercedes | VJM07         | Mercedes PU106A Hybrid | P    | 27 | Ніко Гюлькенберг  |
| Lotus F1 Team                 | Lotus-Renault        | E22           | Renault Energy F1-2014 | P    | 8  | Ромен Грожан      |
| Lotus F1 Team                 | Lotus-Renault        | E22           | Renault Energy F1-2014 | P    | 13 | Пастор Мальдонадо |
| Marussia F1 Team              | Marussia-Ferrari     | MR03          | Ferrari 059/3          | P    | 4  | Макс Чилтон       |
| Marussia F1 Team              | Marussia-Ferrari     | MR03          | Ferrari 059/3          | P    | 17 | Жуль Б'янкі       |
| Marussia F1 Team              | Marussia-Ferrari     | MR03          | Ferrari 059/3          | P    | 42 | Александер Россі  |
| McLaren Mercedes              | McLaren-Mercedes     | MP4-29        | Mercedes PU106A Hybrid | P    | 20 | Кевін Магнуссен   |
| McLaren Mercedes              | McLaren-Mercedes     | MP4-29        | Mercedes PU106A Hybrid | P    | 22 | Дженсон Баттон    |
| Mercedes AMG Petronas F1 Team | Mercedes             | F1 W05 Hybrid | Mercedes PU106A Hybrid | P    | 6  | Ніко Росберг      |
| Mercedes AMG Petronas F1 Team | Mercedes             | F1 W05 Hybrid | Mercedes PU106A Hybrid | P    | 44 | Льюїс Гамільтон   |
| Infiniti Red Bull Racing      | Red Bull-Renault     | RB10          | Renault Energy F1-2014 | P    | 1  | Себастьян Феттель |
| Infiniti Red Bull Racing      | Red Bull-Renault     | RB10          | Renault Energy F1-2014 | P    | 3  | Данієль Ріккардо  |
| Sauber F1 Team                | Sauber-Ferrari       | C33           | Ferrari 059/3          | P    | 9  | Естебан Гутьєррес |
| Sauber F1 Team                | Sauber-Ferrari       | C33           | Ferrari 059/3          | P    | 12 | Адріан Сутіл      |
| Scuderia Toro Rosso           | Toro Rosso-Renault   | STR9          | Renault Energy F1-2014 | P    | 25 | Жан-Ерік Вернь    |
| Scuderia Toro Rosso           | Toro Rosso-Renault   | STR9          | Renault Energy F1-2014 | P    | 26 | Даніїл Квят       |
| Williams Martini Racing       | Williams-Mercedes    | FW36          | Mercedes PU106A Hybrid | P    | 19 | Феліпе Масса      |
| Williams Martini Racing       | Williams-Mercedes    | FW36          | Mercedes PU106A Hybrid | P    | 77 | Вальттері Боттас  |
| Caterham F1 Team              | Caterham-Renault     | CT05          | Renault Energy F1-2014 | P    | 9  | Маркус Ерікссон   |
| Caterham F1 Team              | Caterham-Renault     | CT05          | Renault Energy F1-2014 | P    | 10 | Камуї Кобаясі     |
| Caterham F1 Team              | Caterham-Renault     | CT05          | Renault Energy F1-2014 | P    | 45 | Андре Лоттерер    |
| Caterham F1 Team              | Caterham-Renault     | CT05          | Renault Energy F1-2014 | P    | 46 | Уїлл Стівенс      |
| Джерела:                      |                      |               |                        |      |    |                   |

### Зміни в командах
- Cosworth вирішили не будувати двигуни під новий регламент.[53] Це рішення змусило Marussia F1 Team, єдиного клієнта Cosworth в сезоні 2013 року, шукати нового постачальника двигуна.[54] Вони приєдналися до програми клієнтів Ferrari.[16]
- Scuderia Toro Rosso підписали угоду з Renault на постачання двигунів в 2014 році, закінчивши свій семирічний контракт з Ferrari.[30]
- Williams відмовились від послуг з Renault, після двох сезонів, перейшовши на двигуни Mercedes.[41] Рішення було прийнято після того, як Рено оголосило свої наміри скоротити поставки двигунів до трьох команд в 2014 році.[55] Проте у французького виробника в кінцевому підсумку залишилось чотири клієнти.[13]

### Зміни серед пілотів
- Феліпе Маса покинув Ferrari в кінці сезону 2013 року, після восьми років у команді.[56] Він перейшов до Williams.[42] Пастор Мальдонадо, будучи замінений на Масу, перейшов до Lotus F1, посівши місце, звільнене Чемпіоном світу 2007 року, Кімі Райкконеном.[14] Райкконен повернувся до Ferrari, команди в якій він був пілотом з 2007 по 2009 рік.[4]
- Марк Веббер пішов з Формули-1 після дванадцяти сезонів, останні сім у Red Bull Racing. Він перейшов в FIA World Endurance Championship.[57] Ріккардо покинув Scuderia Toro Rosso, щоб зайняти його місце,[32] ставши другим пілотом, який перейшов з молодшої команди Red Bull в старшу.[58] Чемпіон GP3 Series 2013 року, Даніїл Квят, замінив Ріккардо в Toro Rosso.[59]
- Серхіо Перес покинув McLaren після одного сезону в команді.[60] Його замінив чемпіон Formula Renault 3.5 2013 року і член програми молодих пілотів McLaren — Кевін Магнуссен.[24] Перес перейшов у Force India,[9] де він приєднався до Ніко Хюлькенберга, який повернувся в команду після одного року в Sauber.[10] В результаті угод Хюлькенберга і Переса, Пол ді Реста і Адріан Сутіль втратили свої місця в командах. Сутіль зайняв вільне місце Хюлькенберга в Sauber,[36] в той час як Пол ді Реста покинув Формулу-1 повністю і повернувся в DTM, де він брав участь до приходу в Формулу-1[61].
- Камуі Кобаяші повернувся в Формулу-1, в Caterham, провівши сезон у World Endurance Championship.[45] Він став партнером Маркуса Ерікссона, який став першим шведським пілотом у Формулі-1, після Стефана Йоханссона, який пішов зі спорту в 1991 році.[45] В результаті Гідо ван дер Гарде і Шарль Пік залишились без місць, і обидва пішли тестовими пілотами: Гідо ван дер Гарде у Sauber,[62] а Шарль Пік перейшов до Lotus.[63]
- Сюзі Вольф приєдналася до Williams як тестовий і резервний пілот, з програмою, яка включала участь в обраних вільних практиках.[64]

### Зміни в середині сезону
- За тиждень до Гран-прі Великої Британії, Caterham оголосив, що власник команди Тоні Фернандес продав контрольний пакет акцій до групи швейцарських і дубайських інвесторів. Колишній пілот Midland і Spyker Крістіян Алберс був призначений керівником. Команда оголосила про свій намір продовжувати виступати під назвою Caterham.[65] Алберс замінив себе на Манфреді Раветто, який визнав, що продаж був необхідний, щоб тримати команду на плаву до кінця сезону.[66] Раветто в свою чергу був замінений на Фінбарра О'Коннелла, коли в команду було введено тимчасову адміністрацію.[67] Caterham пропустила Гран-прі США і Бразилії через суперечку з приводу власника команди.[68]
- Триразовий переможець 24 години Ле-Мана і чемпіон 2011 року Formula Nippon (тепер Супер-формула) Андре Лоттерер замінив Камуі Кобаяші на Гран-прі Бельгії в Caterham.[47] Відповідно до умов угоди, Кобаяші повернувся в команду на Гран-прі Італії, в той час як Лоттерер повернувся в Formula Nippon.[46] Команда також планувала замінити Кобаяші на Рубенса Баррікелло в Гран-прі США, Бразилії і Абу-Дабі, але були змушені відмовитися від цього плану, після вводу тимчасової адміністрації.[69] Маркус Ерікссон офіційно покинув Caterham перед Гран-прі Абу-Дабі. Уїлл Стівенс виступив як його заміна.[48]
- Александер Россі мав виступати на Гран-прі Бельгії за Marussia як заміна Макса Чилтона.[70] Проте, після першої сесії практики, Чілтон був відновлений як гонщик команди, а Россі тільки брав участь у тренуванні.[71] Пізніше Россі повинен був замінити Жуля Б'янкі на Гран-прі Росії[20], але в кінцевому рахунку, запис було відкликано з поваги до важко травмованого Б'янкі.[72]
- Жуль Б'янкі отримав серйозну травму голови в аварії на Гран-прі Японії, залишаючись в лікарні в комі до смерті в липні 2015 року.[73] Marussia вирішили вивести тільки один автомобіль в Гран-прі Росії з поваги до француза.[72] Зіткнувшись із фінансовими проблемами команда пропустила Гран-прі США.[74] За тиждень до Гран Прі, в Marussia слідом за Caterham було введено тимчасову адміністрацію.[75] В кінцевому рахунку, команда припинила свою діяльність перед Гран-прі Бразилії.[76]

## Календар сезону
В 2014 році проведено дев'ятнадцять Гран-прі.
| №        | Гран-прі                  | Траса                                     | Дата         |
| -------- | ------------------------- | ----------------------------------------- | ------------ |
| 1        | Гран-прі Австралії        | Альберт-Парк, Мельбурн                    | 16 березня   |
| 2        | Гран-прі Малайзії         | Міжнародний автодром Сепанг, Куала-Лумпур | 30 березня   |
| 3        | Гран-прі Бахрейну         | Міжнародний автодром Бахрейну, Сахір      | 6 квітня     |
| 4        | Гран-прі Китаю            | Міжнародний автодром Шанхая, Шанхай       | 20 квітня    |
| 5        | Гран-прі Іспанії          | Каталунья, Барселона                      | 11 травня    |
| 6        | Гран-прі Монако           | Міська траса Монте-Карло, Монте-Карло     | 25 травня    |
| 7        | Гран-прі Канади           | Автодром імені Жиля Вільнева, Монреаль    | 8 червня     |
| 8        | Гран-прі Австрії          | Ред Бул Ринг, Шпільберг                   | 22 червня    |
| 9        | Гран-прі Великої Британії | Автодром Сільверстоун, Сільверстоун       | 6 липня      |
| 10       | Гран-прі Німеччини        | Гоккенгаймринг, Гоккенгайм                | 20 липня     |
| 11       | Гран-прі Угорщини         | Хунгароринг, Будапешт                     | 27 липня     |
| 12       | Гран-прі Бельгії          | Спа-Франкоршам, Спа                       | 24 серпня    |
| 13       | Гран-прі Італії           | Автодром Монца, Монца                     | 7 вересня    |
| 14       | Гран-прі Сінгапуру        | Міський автодром Марина Бей, Сінгапур     | 21 вересня   |
| 15       | Гран-прі Японії           | Судзука, Судзука                          | 5 жовтня     |
| 16       | Гран-прі Росії            | Автодром Сочі, Сочі                       | 12 жовтня    |
| 17       | Гран-прі США              | Траса Америк, Остін (Техас)               | 2 листопада  |
| 18       | Гран-прі Бразилії         | Автодром Жозе Карлуса Пачі, Сан-Паулу     | 9 листопада  |
| 19       | Гран-прі Абу-Дабі         | Яс-Марина, Абу-Дабі                       | 23 листопада |
| Джерела: |                           |                                           |              |

### Зміни в календарі

#### Нові та відродженні перегони
- Red Bull підписали угоду з Берні Екклстоуном про відродження Гран-прі Австрії після десятирічної відсутності в календарі. Гонка проходила на Ред Бул Рингу[1][79], раніше відомому як А1-Ринг.
- До календаря додали Гран-прі Росії, яке проходило на Автодромі Сочі.[80] Гонка проходила на вуличній трасі, побудованій навколо Олімпійського парку Сочі. Міжнародний олімпійський комітет попередив, що він буде використовувати свою владу, щоб відкласти гонку до 2015 року, якщо будівництво траси буде заважати підготовці до Зимових Олімпійських ігор 2014[81].
- Хоккенхаймринг повернувся в календар, відповідно до угоди про проведення Гран-прі Німеччини, укладеної в 2008 році з Нюрбургрингом. Минулий Гран-прі на Хоккенхаймринг проводився в 2012 році.[82]

#### Скасовані перегони
- В 2014 році скасовано проведення Гран-прі Індії після девальвації індійської рупії і ускладнень, пов'язаних з законами індійського оподаткування,[83] які переслідували Гран-прі з моменту своєї першої гонки в 2011 році. Влада класифікувала Гран-як «розваги», і відповідно до індійського законодавства, влада має право вимагати частину виручки команд, як податок. Вони не змогли б цього робити, якщо б гонка була класифікована як «спорт».[84] Гоночні промоутери спочатку дійшли згоди з Берні Екклстоуном, щоб пропустити 2014 і повернутися до календаря на початку 2015 року.[85] Тим не менш, в березні 2014 року, Екклстоун заявив, що гонка, ймовірно, буде перенесена на 2016 рік, щоб мати змогу вирішити проблему оподаткування.[86]
- Гран-прі Кореї, Мексики і Америки були включені в попередній календар, опублікований у вересні 2013 року, але пізніше були видалені з остаточного календаря опублікованого в грудні.[77][87]

#### Інші зміни
- Гран-Прі Бахрейну проведений у вечірній час, під штучне освітлення схоже, як під час Гран-прі Сінгапуру.[88] Рішення про проведення гонки у вечірній час прийнято для відзначення десятої річниці.[89]
- Гран-прі США в попередньому календарі призначене на 9 листопада. Проте, дата збіглася датою проведення домашнього матчу з американського футболу команди університету Техасу. Це було б великим навантаженням на інфраструктуру туризму Остіна. В остаточному календарі гонка перенесена на 2 листопада, щоб усунути цей конфлікт.[90]

## Зміни правил

### Технічний регламент
- У сезоні 2014 року введено нові двигуни з турбонаддувом, що повернулися до Формули-1 вперше з 1988 року. Нові двигуни 1,6-літрові V6 з 8-ступінчастою напівавтоматичною коробкою передач.[91] Правила диктували використання дев'яносто градусного блоку двигуна, з фіксованим колінчастим валом і точками кріплення для шасі, з обмеженням до 15000 оборотів в хвилину. Один блок, згідно специфікації 2014 року, повинен відпрацювати не менше 4000 км до заміни, для порівняння до 2014 —2000 км.[92] Двигун, згідно нового регламенту називають «силовою установкою», яка розділена на шість окремих компонентів: двигун внутрішнього згоряння (ICE); турбонагнітач (TC); мотор-генераторний кінетичний блок (MGU-K), який накопичує енергію при гальмуванні; мотор-генераторний тепловий блок (MGU-H), який накопичує теплову енергію вихлопних газів; накопичувач енергії (ES), батарея, яка утримує енергію, зібрану генераторними блоками двигуна; і електроніка (CE), яка включає електронний блок управління і програмне забезпечення, що використовується для управління всією силовою установкою.
  - Двигуни, які використовувались в 2006—2013 роках, були «заморожені» в питаннях подальшого розвитку.[93] Це було зроблено для зменшення витрат на розробку болідів. Через складність нових двигунів, для них ввели систему модернізації по жетонах. В рамках системи, окремі частини двигуна були розділені на три категорії, кожна з яких оцінюється певною кількістю жетонів. Виробники двигунів отримали по шістдесят шість жетонів, які вони могли витратити на розвиток двигуна.[94]
- Система рекуперації кінетичної енергії, відома з 2009 по 2013 рік, як KERS, перейменована в 2014 році на ERS-K.[95] Оновлена система включена в конструкцію двигуна як додаткове джерело живлення. Система рекуперації енергії (ERS) перетворює не лише кінетичну, але й теплову енергію на електричну.[96][97] Система ERS приймає тепло відпрацьованих газів за допомогою MGU-H і зберігає його в акумуляторах, як електричний заряд. При необхідності з акумуляторів заряд передається на MGU-K, який підключається безпосередньо до трансмісії, щоб доставити додаткову потужність в найбільш прямий і ефективний спосіб.[97][98] ERS-K дає водіям додатково 161 к.с. протягом тридцяти трьох секунд на колі, для порівняння, блоки KERS, які використовувалися до 2014 року, дали водіям 80 к.с. протягом шести секунд на колі.[92]
- Командам дозволено використовувати електронні пристрої гальмування на задніх колесах для підвищення вихідної потужності блоків ERS-K.[95]
- Командам заборонено змінювати передавальні числа передач між гонками, щоб підлаштуватись під особливості траси. Замість цього вони повинні налаштувати вісім передавальних чисел перед першою гонкою сезону, і використовувати їх на кожному Гран-прі.[99]

- Згідно регламенту 2014 року кінець носа боліда повинен розташовуватись не більше 185 мм над землею.[100] В попередні сезони було дозволено 550 мм.[101]
- Витрата палива обмежена до 100 кг/год при обертах вище 10500 на хвилину,[97] а нижче 10 500 обертів на хвилину вираховується за формулою.[102]
  - Слідом за дискваліфікацію Ріккардо на Гран-прі Австралії за перевищення ліміту на витрату палива, FIA випустила технічну директиву попередження командам про внесення змін до їх датчиків палива. Розслідування виявило проблему, що речовини, які містяться в паливі роз'їдають гумове ущільнення в датчику, що призводить до аномальних показників.[103]
- Змінено положення вихлопної труби, тепер вона розташована під кутом вгору у напрямку до заднього крила.[92]
- Мінімальна вага машин збільшена з 642 кг до 691 кг, щоб врахувати збільшення ваги двигуна.[104]
- Через тиждень після Гран-прі Великої Британії, FIA оголосила повну заборону на систему FRIC.[105] Система зв'язувала передню і задню підвіски разом, використовуючи інерцію для передачі гідравлічної рідини через машину, щоб компенсувати наслідки перенесення центру ваги при гальмуванні, прискоренні і проходженні поворотів, тим самим створюючи статичну висоту посадки і поліпшення стабільності.

### Спортивний регламент
- У 2014 році повернулись тести в середині сезону. Три рази, по два дні, після Гран-Прі Бахрейну (8-9 квітня), Іспанії (13-14 травня) і Великої Британії (8-9 липня). Також після фінального етапу в Абу-Дабі (25-26 листопада).[106][107] Один з цих днів команди повинні були вибрати для роботи з постачальником шин Pirelli.[108] Боліди були класифіковані як «поточний», «попередній» і «історичний», з введенняv обмежень, на яких болідах і при яких умовах можна провести тести.[109]
- Була переглянута система штрафів, з введенням «штрафних очок».[110] За порушення різного характеру пілотам будуть нараховуватися штрафні бали. У разі, якщо за календарний рік у пілота накопичується 12 балів, то його суперліцензія буде анулюватися на один Гран-прі. Після вимушеного пропуску пілотом одного етапу, бали списуються за рішенням стюардів.[109][111]
  - Введені п'яти-секундні штрафи. Застосовуються вони за незначне порушення, коли існуючі санкції, такі як проїзд через піт-лейн або stop/go, вважаються занадто важкими.[109] Водії повинні відстояти ці п'ять штрафних секунд перед черговим піт-стопом, після зупинки пілота на піт-стоп, механіки приступають до роботи через п'ять секунд.[104] Якщо після отримання штрафу, водії не зупиниться, то цих п'ять секунд будуть додані до загального часу гонки.
- Правила, що стосуються небезпечних виїздів з піт-стопу — коли болід від'їжджає від своїх боксів на смугу піт-лейну безпосередньо перед іншим болідом, були переписані. Пілот, який був небезпечно випущений, отримає штраф у вигляді втрати стартових позицій на наступній гонці.[109]
- Обмеження швидкості на піт-лейні було знижено зі 100 км/год до 80 км/год.[112]
- В 2014 році кожному пілоту дозволено використати п'ять двигунів протягом сезону, в 2013 можна було — вісім. За використання шостого двигуна (цілого) пілот стартує з піт-лейну.[112] Водії мають змогу використати п'ять одиниць кожного з шести компонентів двигуна (ICE, TC, MGU-K, MGU-H, ES, CE) протягом сезону. Якщо водій перевищив цю квоту для будь-якого окремого елемента, він отримує штраф в десять позицій на старті.[113] За використання сьомого і кожного наступного компонента пілот отримує штраф у п'ять стартових позицій.[109]
  - Якщо пілот не може відбути покарання повністю, то не використані штрафні позиції переносяться на наступне Гран-прі. Наприклад, якщо водій кваліфікувався на п'ятнадцятому місці і отримав десять штрафних позицій, то він стартуватиме останнім, двадцять другим, при цьому він витратить лише 7 з 10 штрафних позицій, відповідно три штрафні позиції переносяться на наступний етап. Ці штрафи переносяться лише один раз і не накопичуються.[109][114]
- Раніше номери пілоти отримували в залежності від положення команди в минулорічному Чемпіонаті. В 2014 гонщикам дозволили вибирати будь-який номер від 2 до 99. Чинний Чемпіон може використовувати номер який він вибрав, або номер 1. Вибрані номера присвоюються пілону на всю його кар'єру. Правилами додатково передбачено, що номер водія повинно бути чітко видно, як на його машині, так і на шоломі.[109]
- Формат кваліфікації був скоригований, щоб дати водіям більше часу у третій частині кваліфікації (Q3). Час Q3 збільшений до дванадцяти хвилин, а час Q1 (першої частини) зменшено до вісімнадцяти хвилин, щоб зберегти загальний час в одну годину.[115]
- Змінено правило, щодо комендантської години, кількість «джокерів» збільшено з чотирьох до шести. Це пов'язано із значними змінами в технічному регламенті.[104]
- Командам дозволено працювати з чотирма пілотами під час обох п'ятничних практик,[N 1] хоча вони як і раніше обмежені двома автомобілями під час сесії.[116][117]
- За фінальну гонку сезону нараховувались подвійні очки.[118]

## Результати та положення в заліках

### Гран-прі
| Номер | Гран-прі                  | Поул-позиція    | Швидке коло       | Переможець       | Конструктор |
| ----- | ------------------------- | --------------- | ----------------- | ---------------- | ----------- |
| 1     | Гран-прі Австралії        | Льюїс Гамільтон | Ніко Росберг      | Ніко Росберг     | Mercedes    |
| 2     | Гран-прі Малайзії         | Льюїс Гамільтон | Льюїс Гамільтон   | Льюїс Гамільтон  | Mercedes    |
| 3     | Гран-прі Бахрейну         | Ніко Росберг    | Ніко Росберг      | Льюїс Гамільтон  | Mercedes    |
| 4     | Гран-прі Китаю            | Льюїс Гамільтон | Ніко Росберг      | Льюїс Гамільтон  | Mercedes    |
| 5     | Гран-прі Іспанії          | Льюїс Гамільтон | Себастьян Феттель | Льюїс Гамільтон  | Mercedes    |
| 6     | Гран-прі Монако           | Ніко Росберг    | Кімі Ряйкконен    | Ніко Росберг     | Mercedes    |
| 7     | Гран-прі Канади           | Ніко Росберг    | Феліпе Масса      | Данієль Ріккардо | Red Bull    |
| 8     | Гран-прі Австрії          | Феліпе Масса    | Серхіо Перес      | Ніко Росберг     | Mercedes    |
| 9     | Гран-прі Великої Британії | Ніко Росберг    | Льюїс Гамільтон   | Льюїс Гамільтон  | Mercedes    |
| 10    | Гран-прі Німеччини        | Ніко Росберг    | Льюїс Гамільтон   | Ніко Росберг     | Mercedes    |
| 11    | Гран-прі Угорщини         | Ніко Росберг    | Ніко Росберг      | Данієль Ріккардо | Red Bull    |
| 12    | Гран-прі Бельгії          | Ніко Росберг    | Ніко Росберг      | Данієль Ріккардо | Red Bull    |
| 13    | Гран-прі Італії           | Льюїс Гамільтон | Льюїс Гамільтон   | Льюїс Гамільтон  | Mercedes    |
| 14    | Гран-прі Сінгапуру        | Льюїс Гамільтон | Льюїс Гамільтон   | Льюїс Гамільтон  | Mercedes    |
| 15    | Гран-прі Японії           | Ніко Росберг    | Льюїс Гамільтон   | Льюїс Гамільтон  | Mercedes    |
| 16    | Гран-прі Росії            | Льюїс Гамільтон | Вальттері Боттас  | Льюїс Гамільтон  | Mercedes    |
| 17    | Гран-прі США              | Ніко Росберг    | Себастьян Феттель | Льюїс Гамільтон  | Mercedes    |
| 18    | Гран-прі Бразилії         | Ніко Росберг    | Льюїс Гамільтон   | Ніко Росберг     | Mercedes    |
| 19    | Гран-прі Абу-Дабі         | Ніко Росберг    | Данієль Ріккардо  | Льюїс Гамільтон  | Mercedes    |

### Пілоти
Очки отримують лише пілоти, які фінішували у першій десятці.
| Позиція | 1-а | 2-а | 3-я | 4-а | 5-а | 6-а | 7-а | 8-а | 9-а | 10-а |
| Очки    | 25  | 18  | 15  | 12  | 10  | 8   | 6   | 4   | 2   | 1    |

| Поз. | Пілот             | АВС  | МАЛ  | БАХ  | КИТ  | ІСП  | МОН  | КАН  | АВТ  | ВЕЛ  | НІМ  | УГО  | БЕЛ  | ІТА  | СІН  | ЯПО  | РОС  | США  | БРА  | АБУ  | Очки |
| ---- | ----------------- | ---- | ---- | ---- | ---- | ---- | ---- | ---- | ---- | ---- | ---- | ---- | ---- | ---- | ---- | ---- | ---- | ---- | ---- | ---- | ---- |
| 1    | Льюїс Гамільтон   | Схід | 1    | 1    | 1    | 1    | 2    | Схід | 2    | 1    | 3    | 3    | Схід | 1    | 1    | 1    | 1    | 1    | 2    | 1    | 384  |
| 2    | Ніко Росберг      | 1    | 2    | 2    | 2    | 2    | 1    | 2    | 1    | Схід | 1    | 4    | 2    | 2    | Схід | 2    | 2    | 2    | 1    | 14   | 317  |
| 3    | Данієль Ріккардо  | ДСК  | Схід | 4    | 4    | 3    | 3    | 1    | 8    | 3    | 6    | 1    | 1    | 5    | 3    | 4    | 7    | 3    | Схід | 4    | 238  |
| 4    | Вальттері Боттас  | 5    | 8    | 8    | 7    | 5    | Схід | 7    | 3    | 2    | 2    | 8    | 3    | 4    | 11   | 6    | 3    | 5    | 10   | 3    | 186  |
| 5    | Себастьян Феттель | Схід | 3    | 6    | 5    | 4    | Схід | 3    | Схід | 5    | 4    | 7    | 5    | 6    | 2    | 3    | 8    | 7    | 5    | 8    | 167  |
| 6    | Фернандо Алонсо   | 4    | 4    | 9    | 3    | 6    | 4    | 6    | 5    | 6    | 5    | 2    | 7    | Схід | 4    | Схід | 6    | 6    | 6    | 9    | 161  |
| 7    | Феліпе Масса      | Схід | 7    | 7    | 15   | 13   | 7    | 12°  | 4    | Схід | Схід | 5    | 13   | 3    | 5    | 7    | 11   | 4    | 3    | 2    | 134  |
| 8    | Дженсон Баттон    | 3    | 6    | 17°  | 11   | 11   | 6    | 4    | 11   | 4    | 8    | 10   | 6    | 8    | Схід | 5    | 4    | 12   | 4    | 5    | 126  |
| 9    | Ніко Гюлькенберг  | 6    | 5    | 5    | 6    | 10   | 5    | 5    | 9    | 8    | 7    | Схід | 10   | 12   | 9    | 8    | 12   | Схід | 8    | 6    | 96   |
| 10   | Серхіо Перес      | 10   | НС   | 3    | 9    | 9    | Схід | 11°  | 6    | 11   | 10   | Схід | 8    | 7    | 7    | 10   | 10   | Схід | 15   | 7    | 59   |
| 11   | Кевін Магнуссен   | 2    | 9    | Схід | 13   | 12   | 10   | 9    | 7    | 7    | 9    | 12   | 12   | 10   | 10   | 14   | 5    | 8    | 9    | 11   | 55   |
| 12   | Кімі Ряйкконен    | 7    | 12   | 10   | 8    | 7    | 12   | 10   | 10   | Схід | 11   | 6    | 4    | 9    | 8    | 12   | 9    | 13   | 7    | 10   | 55   |
| 13   | Жан-Ерік Вернь    | 8    | Схід | Схід | 12   | Схід | Схід | 8    | Схід | 10   | 13   | 9    | 11   | 13   | 6    | 9    | 13   | 10   | 13   | 12   | 22   |
| 14   | Ромен Грожан      | Схід | 11   | 12   | Схід | 8    | 8    | Схід | 14   | 12   | Схід | Схід | Схід | 16   | 13   | 15   | 17   | 11   | 17°  | 13   | 8    |
| 15   | Даніїл Квят       | 9    | 10   | 11   | 10   | 14   | Схід | Схід | Схід | 9    | Схід | 14   | 9    | 11   | 14   | 11   | 14   | 15   | 11   | Схід | 8    |
| 16   | Пастор Мальдонадо | Схід | Схід | 14   | 14   | 15   | НС   | Схід | 12   | 17°  | 12   | 13   | Схід | 14   | 12   | 16   | 18   | 9    | 12   | Схід | 2    |
| 17   | Жуль Б'янкі       | НКЛ  | Схід | 16   | 17   | 18   | 9    | Схід | 15   | 14   | 15   | 15   | 18°  | 18   | 16   | 20°  |      |      |      |      | 2    |
| 18   | Адріан Сутіл      | 11   | Схід | Схід | Схід | 17   | Схід | 13   | 13   | 13   | Схід | 11   | 14   | 15   | Схід | 21°  | 16   | Схід | 16   | 16   | 0    |
| 19   | Маркус Ерікссон   | Схід | 14   | Схід | 20   | 20   | 11   | Схід | 18   | Схід | 18   | Схід | 17   | 19   | 15   | 17   | 19   |      |      |      | 0    |
| 20   | Естебан Гутьєррес | 12   | Схід | Схід | 16   | 16   | Схід | 14°  | 19   | Схід | 14   | Схід | 15   | 20   | Схід | 13   | 15   | 14   | 14   | 15   | 0    |
| 21   | Макс Чилтон       | 13   | 15   | 13   | 19   | 19   | 14   | Схід | 17   | 16   | 17   | 16   | 16   | Схід | 17   | 18   | Схід |      |      |      | 0    |
| 22   | Камуї Кобаясі     | Схід | 13   | 15   | 18   | Схід | 13   | Схід | 16   | 15   | 16   | Схід |      | 17   | НС   | 19   | Схід |      |      | Схід | 0    |
| 23   | Уїлл Стівенс      |      |      |      |      |      |      |      |      |      |      |      |      |      |      |      |      |      |      | 17   | 0    |
| –    | Андре Лоттерер    |      |      |      |      |      |      |      |      |      |      |      | Схід |      |      |      |      |      |      |      | 0    |
| –    | Александер Россі  |      |      |      |      |      |      |      |      |      |      |      | Від  |      |      |      | Від  |      |      |      | 0    |
| Поз. | Пілот             | АВС  | МАЛ  | БАХ  | КИТ  | ІСП  | МОН  | КАН  | АВТ  | ВЕЛ  | НІМ  | УГО  | БЕЛ  | ІТА  | СІН  | ЯПО  | РОС  | США  | БРА  | АБУ  | Очки |

| Приклад      | Опис                                                              |
| ------------ | ----------------------------------------------------------------- |
| 1            | Переможець                                                        |
| 2            | Друге місце                                                       |
| 3            | Третє місце                                                       |
| 5            | Фінішував у очковій зоні                                          |
| 12           | Фінішував поза очковою зоною                                      |
| НКЛ          | Фінішував, але не класифікований                                  |
| Схід         | Не фінішував і не класифікований                                  |
| НКВ          | Не кваліфікований                                                 |
| НПКВ         | Не передкваліфікований                                            |
| ДСК          | Дискваліфікований                                                 |
| ТТР          | Брав участь тільки в тренуваннях                                  |
| тест         | Тестер по п'ятницях (з 2003 року)                                 |
| НС           | Брав участь у Гран-прі як бойовий пілот, але не стартував у гонці |
| Т            | Травмований чи хворий                                             |
| Викл         | Виключений із протоколу                                           |
| Від          | Відмова від участі                                                |
| НТР          | Не брав участі в тренуваннях                                      |
| НПР          | Не прибув на Гран-прі                                             |
| С            | Гонка скасована                                                   |
|              | Не брав участі                                                    |
| Жирний шрифт | Поул-позиція                                                      |
| Курсив       | Швидке коло                                                       |

Примітки:
- ° — Пілоти, що не фінішували на гран-прі, але були класифіковані, оскільки подолали понад 90 % дистанції.

### Конструктори
| Поз. | Конструктор          | №  | АВС  | МАЛ  | БАХ  | КИТ  | ІСП  | МОН  | КАН  | АВТ  | ВЕЛ  | НІМ  | УГО  | БЕЛ  | ІТА  | СІН  | ЯПО  | РОС  | США  | БРА  | АБУ  | Очки |
| ---- | -------------------- | -- | ---- | ---- | ---- | ---- | ---- | ---- | ---- | ---- | ---- | ---- | ---- | ---- | ---- | ---- | ---- | ---- | ---- | ---- | ---- | ---- |
| 1    | Mercedes             | 6  | 1    | 2    | 2    | 2    | 2    | 1    | 2    | 1    | Схід | 1    | 4    | 2    | 2    | Схід | 2    | 2    | 2    | 1    | 14   | 701  |
| 1    | Mercedes             | 44 | Схід | 1    | 1    | 1    | 1    | 2    | Схід | 2    | 1    | 3    | 3    | Схід | 1    | 1    | 1    | 1    | 1    | 2    | 1    | 701  |
| 2    | Red Bull-Renault     | 1  | Схід | 3    | 6    | 5    | 4    | Схід | 3    | Схід | 5    | 4    | 7    | 5    | 6    | 2    | 3    | 8    | 7    | 5    | 8    | 405  |
| 2    | Red Bull-Renault     | 3  | ДСК  | Схід | 4    | 4    | 3    | 3    | 1    | 8    | 3    | 6    | 1    | 1    | 5    | 3    | 4    | 7    | 3    | Схід | 4    | 405  |
| 3    | Williams-Mercedes    | 19 | Схід | 7    | 7    | 15   | 13   | 7    | 12°  | 4    | Схід | Схід | 5    | 13   | 3    | 5    | 7    | 11   | 4    | 3    | 2    | 320  |
| 3    | Williams-Mercedes    | 77 | 5    | 8    | 8    | 7    | 5    | Схід | 7    | 3    | 2    | 2    | 8    | 3    | 4    | 11   | 6    | 3    | 5    | 10   | 3    | 320  |
| 4    | Ferrari              | 7  | 7    | 12   | 10   | 8    | 7    | 12   | 10   | 10   | Схід | 11   | 6    | 4    | 9    | 8    | 12   | 9    | 13   | 7    | 10   | 216  |
| 4    | Ferrari              | 14 | 4    | 4    | 9    | 3    | 6    | 4    | 6    | 5    | 6    | 5    | 2    | 7    | Схід | 4    | Схід | 6    | 6    | 6    | 9    | 216  |
| 5    | McLaren-Mercedes     | 20 | 2    | 9    | Схід | 13   | 12   | 10   | 9    | 7    | 7    | 9    | 12   | 12   | 10   | 10   | 14   | 5    | 8    | 9    | 11   | 181  |
| 5    | McLaren-Mercedes     | 22 | 3    | 6    | 17°  | 11   | 11   | 6    | 4    | 11   | 4    | 8    | 10   | 6    | 8    | Схід | 5    | 4    | 12   | 4    | 5    | 181  |
| 6    | Force India-Mercedes | 11 | 10   | НС   | 3    | 9    | 9    | Схід | 11†  | 6    | 11   | 10   | Схід | 8    | 7    | 7    | 10   | 10   | Схід | 15   | 7    | 155  |
| 6    | Force India-Mercedes | 27 | 6    | 5    | 5    | 6    | 10   | 5    | 5    | 9    | 8    | 7    | Схід | 10   | 12   | 9    | 8    | 12   | Схід | 8    | 6    | 155  |
| 7    | Toro Rosso-Renault   | 25 | 8    | Схід | Схід | 12   | Схід | Схід | 8    | Схід | 10   | 13   | 9    | 11   | 13   | 6    | 9    | 13   | 10   | 13   | 12   | 30   |
| 7    | Toro Rosso-Renault   | 26 | 9    | 10   | 11   | 10   | 14   | Схід | Схід | Схід | 9    | Схід | 14   | 9    | 11   | 14   | 11   | 14   | 15   | 11   | Схід | 30   |
| 8    | Lotus-Renault        | 8  | Схід | 11   | 12   | Схід | 8    | 8    | Схід | 14   | 12   | Схід | Схід | Схід | 16   | 13   | 15   | 17   | 11   | 17°  | 13   | 10   |
| 8    | Lotus-Renault        | 13 | Схід | Схід | 14   | 14   | 15   | НС   | Схід | 12   | 17°  | 12   | 13   | Схід | 14   | 12   | 16   | 18   | 9    | 12   | Схід | 10   |
| 9    | Marussia-Ferrari     | 4  | 13   | 15   | 13   | 19   | 19   | 14   | Схід | 17   | 16   | 17   | 16   | 16   | Схід | 17   | 18   | Схід |      |      |      | 2    |
| 9    | Marussia-Ferrari     | 17 | НКЛ  | Схід | 16   | 17   | 18   | 9    | Схід | 15   | 14   | 15   | 15   | 18°  | 18   | 16   | 20°  |      |      |      |      | 2    |
| 9    | Marussia-Ferrari     | 42 |      |      |      |      |      |      |      |      |      |      |      | Від  |      |      |      | Від  |      |      |      | 2    |
| 10   | Sauber-Ferrari       | 21 | 12   | Схід | Схід | 16   | 16   | Схід | 14°  | 19   | Схід | 14   | Схід | 15   | 20   | Схід | 13   | 15   | 14   | 14   | 15   | 0    |
| 10   | Sauber-Ferrari       | 99 | 11   | Схід | Схід | Схід | 17   | Схід | 13   | 13   | 13   | Схід | 11   | 14   | 15   | Схід | 21°  | 16   | Схід | 16   | 16   | 0    |
| 11   | Caterham-Renault     | 9  | Схід | 14   | Схід | 20   | 20   | 11   | Схід | 18   | Схід | 18   | Схід | 17   | 19   | 15   | 17   | 19   |      |      |      | 0    |
| 11   | Caterham-Renault     | 10 | Схід | 13   | 15   | 18   | Схід | 13   | Схід | 16   | 15   | 16   | Схід |      | 17   | НС   | 19   | Схід |      |      | Схід | 0    |
| 11   | Caterham-Renault     | 45 |      |      |      |      |      |      |      |      |      |      |      | Схід |      |      |      |      |      |      |      | 0    |
| 11   | Caterham-Renault     | 46 |      |      |      |      |      |      |      |      |      |      |      |      |      |      |      |      |      |      | 17   | 0    |
| Поз. | Конструктор          | №  | АВС  | МАЛ  | БАХ  | КИТ  | ІСП  | МОН  | КАН  | АВТ  | ВЕЛ  | НІМ  | УГО  | БЕЛ  | ІТА  | СІН  | ЯПО  | РОС  | США  | БРА  | АБУ  | Очки |

| Приклад      | Опис                                                              |
| ------------ | ----------------------------------------------------------------- |
| 1            | Переможець                                                        |
| 2            | Друге місце                                                       |
| 3            | Третє місце                                                       |
| 5            | Фінішував у очковій зоні                                          |
| 12           | Фінішував поза очковою зоною                                      |
| НКЛ          | Фінішував, але не класифікований                                  |
| Схід         | Не фінішував і не класифікований                                  |
| НКВ          | Не кваліфікований                                                 |
| НПКВ         | Не передкваліфікований                                            |
| ДСК          | Дискваліфікований                                                 |
| ТТР          | Брав участь тільки в тренуваннях                                  |
| тест         | Тестер по п'ятницях (з 2003 року)                                 |
| НС           | Брав участь у Гран-прі як бойовий пілот, але не стартував у гонці |
| Т            | Травмований чи хворий                                             |
| Викл         | Виключений із протоколу                                           |
| Від          | Відмова від участі                                                |
| НТР          | Не брав участі в тренуваннях                                      |
| НПР          | Не прибув на Гран-прі                                             |
| С            | Гонка скасована                                                   |
|              | Не брав участі                                                    |
| Жирний шрифт | Поул-позиція                                                      |
| Курсив       | Швидке коло                                                       |

Примітки:
- ° — Пілоти, що не фінішували на гран-прі, але були класифіковані, оскільки подолали понад 90 % дистанції.

## Виноски
1. ↑  Перші дві вільні практики на Гран-прі Монако традиційно проводяться в четвер перед гонкою.